# Viggo Kampmann
Olfert Viggo Fischer Kampmann (født 21. juli 1910 på Frederiksberg, død 3. juni 1976 i Store Torøje, Faxe) var en dansk socialdemokratisk politiker og statsminister (regeringen Viggo Kampmann I og II) fra 19. februar 1960 til 3. september 1962.

## Uddannelse
Viggo Kampmann blev cand.polit. fra Københavns Universitet i 1934.

## Besættelsen
Under Besættelsen var han modstandsmand tilknyttet Frit Danmarks tjenestemandsgrupper, der blev etableret 1943 og bestod af embedsmænd i centraladministrationen, som var modstandere af samarbejdet med værnemagten. Isi Grünbaum blev formand for gruppen og Kampmann medhjælper. Med i gruppen var Fritz Michael Hartmann, Hans Topsøe-Jensen og Jørgen Jensen, kaldet "Den Lange". Gruppen havde især til formål at sprede illegale blade fra Frit Danmark i det administrative system og at modarbejde tyskvenlige ansatte. Det blev til bladet Danske Tjenestemænd, hvis første nummer udkom i slutningen af 1943.

## Finansminister
I september 1950 blev han finansminister i godt en måned indtil Hans Hedtoft gik af. I 1953 indtog han dog på ny denne ministerpost og fortsatte helt frem til 1960 under H.C. Hansens regeringer.

## Statsminister
Han blev statsminister på det tidspunkt, hvor Danmark havde fået sin hidtidige valutagæld afløst af valutatilgodehavender på ca. 1.600 mio, kroner, et efter datidens forhold stort beløb. Kampmann indvarslede under valgkampen i efteråret 1960 (mens han endnu var finansminister) det, der senere skulle blive kendt som velfærdspolitikken:
"Nu går det opad. Den automatiske indkomststigning betyder, at skatterne vælter ind. Vi vil vide at gribe denne historiske chance. Disse penge skal ikke betales tilbage som skattelettelser, men bruges til at skaffe befolkningen de goder, som flertallet ønsker. Vi vil bygge universiteter og læreanstalter. Vi vil bygge sociale institutioner. Vi vil støtte kunst og kultur. Vi vil højne standarden på alle områder."
Nogle få uger efter, at Kampmann var tiltrådt som statsminister besluttede regeringen, at der i de næste fire år skulle opføres i alt 7.500 lejligheder som en særlig såkaldt "montagekvote", der kom til at omfatte en række senere stærkt omdiskuterede betonelementbyggerier som Ballerupplanen (1.700 lejligheder), Gladsaxeplanen (1.900 lejligheder), Albertslundplanen (1.500 lejligheder), Sydjyllandsplanen (1.800 lejligheder) samt byggerier i Rødovre og Kalundborg (600 lejligheder). og efter en henvendelse fra en gruppe yngre embedsmænd i centraladministrationen (omfattende Edmund Hansen, Erik Kaufmann og Erik Ib Schmidt) i efteråret 1960 blev der i forsommeren 1961 nedsat et såkaldt "Landsplanudvalg", der skulle arbejde med landsplanspørgsmål.

## Sygdom og død
Efter flere alvorlige hjerteanfald måtte Kampmann overlade statsministerposten til Jens Otto Krag. Han er begravet på Københavns Vestre Kirkegård.
Frem til 1966 var han redaktør af partiets månedsblad Verdens Gang.

## Andet
Hans søn Jens Kampmann varetog flere ministerposter op gennem 1970'erne.